# Rhabdolaimus minor
Rhabdolaimus minor är en rundmaskart som beskrevs av Nathan Augustus Cobb 1914. Rhabdolaimus minor ingår i släktet Rhabdolaimus och familjen Rhabdolaimidae. Inga underarter finns listade i Catalogue of Life.